# Leucozona lucorum
Espèce
Synonymes
- Leucozona pellucens (Harris, 1780)
- Musca lucorum Linnaeus, 1758
- Musca pellucens Harris, 1780

Leucozona lucorum est une espèce d'insectes diptères de la famille des Syrphidae.

## Galerie

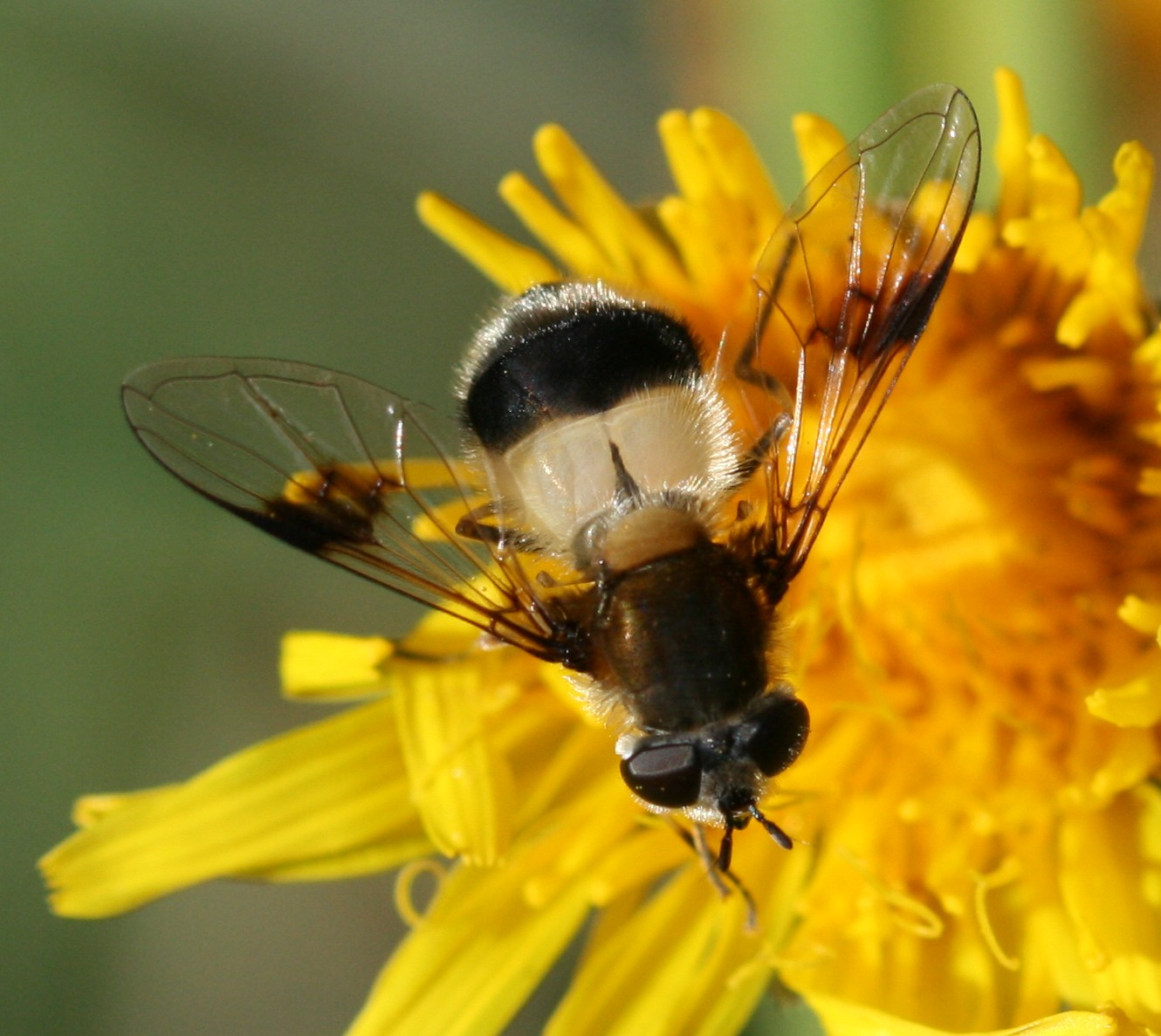
Femelle (les yeux sont plus petits et plus écartés que chez le mâle)